# 管庄地区
管庄地区是中华人民共和国北京市朝阳区的一个地区办事处，同时保留管庄乡名称，其行政事务机构实行“一套人马，两块牌子”的体制，地区办事处与乡政府合署办公。
管庄地区位于长安街延长线东段，东临通州区，三间房地区，北靠常营地区，南接豆各庄、黑庄户。面积10平方公里，常住人口5万人，流动人口8万人。

## 下辖地区
管庄地区目前下辖以下地区：
八里桥社区、管庄东里社区、管庄西里社区、建东苑社区、京通苑社区、丽景苑社区、惠河东里社区、瑞祥里社区、惠河西里社区、新天地社区、远洋一方嘉园社区、管庄北里社区、远洋一方润园社区、新天地一社区、管庄西里一社区、康悦社区、西会村、东会村、八里桥村、果家店村、塔营村、小寺村、重兴寺村、司辛庄村、郭家场村、杨闸村、管庄村、咸宁侯村。